# Urd
Pour les articles homonymes, voir URD. Pour la montagne, voir Miseryfjellet.
Dans la mythologie nordique Urd (Urðr) est l'une des trois Nornes. Son nom signifie « ce qui est arrivé », et est lié au mot anglais weird et au haut-allemand Wyrd. Urd est mentionnée dans la stance 20 du poème de l'Edda poétique nommé Völuspá, ainsi que dans le livre Gylfaginning de l'Edda en prose.
Voir aussi le puits d'Urd, source de l'eau pour Yggdrasil.